# Jetpur Barwala
Jetpur Barwala fou una de les branques en què estava dividit el principat de Jetpur al segle xx, abans de ser abolit el 9 d'agost de 1937 pel seu excessiu fraccionament. Estava governat per V. S. Bhan Desa. La superfície era de 116,5 km² i la població de 4.855 habitants.